# Домажирський заклад загальної середньої освіти I—III ступенів імені Василя Боруха
Домажирський заклад загальної середньої освіти I—III ступенів імені Василя Боруха — школа в селі Домажир.

## Історія
У 1989 році розпочато спорудження школи. Проте у 1991 році будівництво було припинено на невизначений термін у зв'язку із змінами у державі. У 2000 році з ініціативи місцевої влади та жителів навколишніх сіл було відновлено фінансування та розпочато роботи по добудові школи. У 2001-2003 роках проводилась інтенсивна добудова першої черги школи з величезною активністю місцевої громади, вчителів, батьків, учнів, керівництва Яворівської районної ради, районної державної адміністрації та відділу освіти.
30.08.2004 року — урочисте відкриття Домажирської загальноосвітньої школи І — ІІІ ступенів Яворівської районної ради Львівської області.
У 2010 році на подвір'ї школи споруджено пам'ятник Т. Г. Шевченку.
У 2024 році школі присвоєно назву імені Василя Боруха (вчителя історії та військовослужбовця, що загинув у 2023 році в ході російського вторгнення в Україну).

## Адміністрація школи

### Директор школи
- Горб'як Богдан Михайлович

### Заступники директора школи з навчально-виховної роботи
- Тричук Ольга Миколаївна
- Бачкур Руслана Миколаївна

## Педагогічний колектив
У школі працює 28 педагогічних працівників, з них 26 вчителів, один практичний психолог, один педагог-організатор. 
Двоє вчителів мають педагогічне звання "старший вчитель", одинадцять - вищу кваліфікаційну категорію, п'ять- першу категорію, чотири - другу категорію, шість - категорію спеціаліст.

## Шкільне самоврядування
У школі активно діє система шкільного самоврядування, яка дає учням можливість брати участь в організації шкільного життя. Щороку проводяться вибори президента школи та його заступників. Це важлива подія, яка об’єднує учнів і вчить їх відповідальності, лідерства та співпраці.
Президент школи та його заступники допомагають організовувати свята, конкурси, благодійні акції та інші заходи. Вони є прикладом для молодших учнів і працюють разом із педагогами над створенням дружньої атмосфери в школі. Завдяки шкільному самоврядуванню учні отримують цінний досвід, який знадобиться їм у дорослому житті.

## Опис
На даний момент у закладі навчається 250 учнів. У школі є 15 класів, з них - 3 інклюзивних, медпункт, їдальня, спортзал, актовий зал, бібліотека. 
У школі є різноманітні кабінети, кожен з яких забезпечений необхідним обладнанням та наочним матеріалом для ефективного засвоєнням знань: 
- математики
- інформатики
- хімії
- біології
- географії
- української мови та літератури
- музики
- трудового навчання
- християнської етики

## Особливі місця школи
Музей декоративно-прикладного мистецтва та ужиткових речей старовини "Світлиця", шкільний куток пам'яті і слави "Незабудка", шкільна каплиця Пресвятої Діви Марії.
У школі діє музей декоративно-прикладного мистецтва та ужиткових речей старовини “Світлиця”, де представлені традиційні предмети побуту, знаряддя праці, вишивка, ікони та інші елементи української культури.
Шкільний куточок пам’яті і слави “Незабутка” присвячений героїчним сторінкам історії України та вшануванню пам’яті тих, хто боровся за її незалежність.
Шкільна каплиця Пречистої Діви Марії є духовним осередком школи, де учні та вчителі можуть помолитися та відчути атмосферу спокою і благословення.
Куточок пам’яті Володимира Івасюка зберігає пам’ять про видатного композитора та автора української пісні “Червона рута”, з експозицією, що включає фотографії, матеріали про його творчість та роль у відродженні української культури.

## Виховна робота
Герб школи:

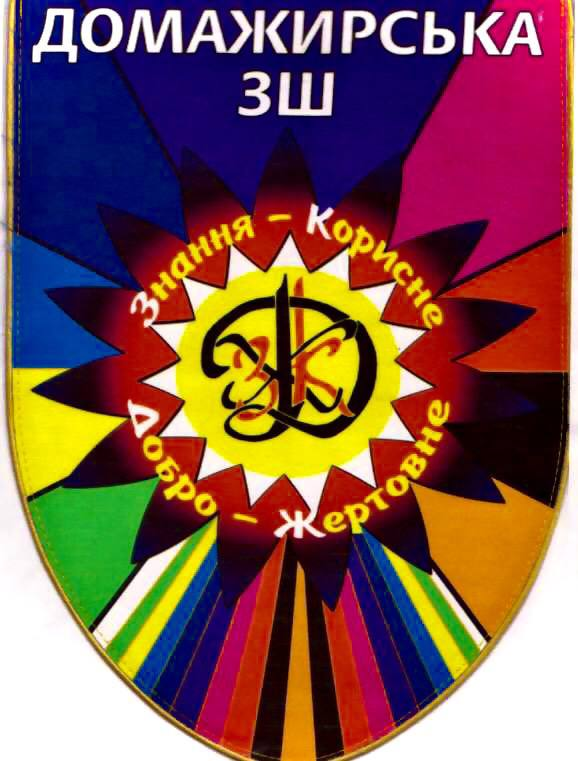
Герб Домажирського ЗЗСО I—III ступенів імені Василя Боруха

Пріоритетним напрямком виховної роботи в школі є забезпечення національно-патріотичного та духовного розвитку учнів, формування всебічно-розвиненої, високоосвіченої особистості, виховання громадянина-патріота з високим рівнем національної гідності та свідомості, політичної культури та громадянської активності.
Виховна місія школи: 
Формуємо національно свідому, різнобічно та гармонійно розвинену, високоосвічену, високодуховну, творчу особистість, здатну до саморозвитку та самовдосконалення.

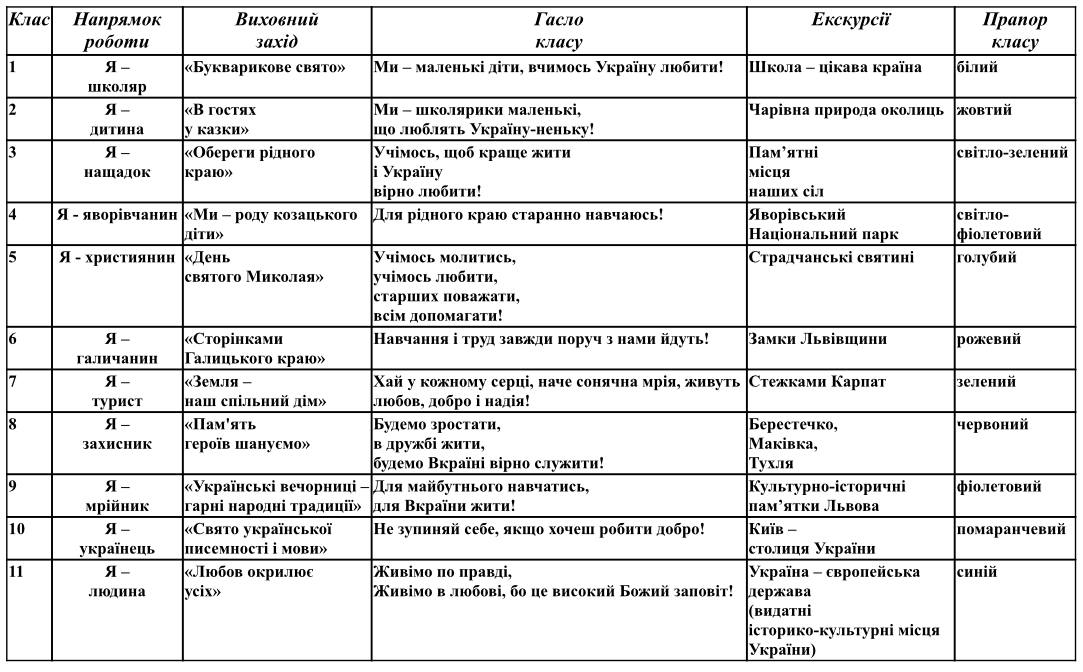
Модель виховної роботи Домажирського ЗЗСО I—III ступенів імені Василя Боруха

## Відкриття меморіальної дошки
3 червня 2024 року на фасаді будівлі школи було відкрито меморіальну дошку Василю Боруху - герою, вчителю історії, який понад 30 років присвятив цій школі.
Із перших днів повномаштабної війни добровільно встав на захист рідної країни, і загинув 12.07.2023 захищаючи територіальну цілісність України.
З 1 вересня 2024 року школі присвоєно назву імені Василя Боруха.

## У школі навчались
- Басінський Іван Ігорович народився 12 січня 1990 року  у селі Зелів на Яворівщині, де постійно проживав. Іван навчався у Домажирській школі. У 2023 році отримав повістку і 20 грудня прийняв присягу та поповнив ряди ЗСУ. Військовий вишкіл проходив у Франції, у Миколаєві. Служив головним кулеметником 48-ої Окремої штурмової бригади[уточнити] у Запоріжжі, Харкові, Херсоні. Загинув під час виконання бойового завдання на Донеччині: поранені Іван з побратимом, надавши один одному першу невідкладну допомогу,  змогли взяти у полон п’ятьох ворогів та коли добиралися до своєї позиції, їх вистежив ворожий дрон.
- Крилишин Ярослав Мирославович народився 4 квітня 1985 року у селі Кожичі на Яворівщині. Із 1992 до 2000 року навчався у школі. Вчителям і однокласникам запам’ятався, як добросовісний і чесний, завжди привітний і дуже добрий  учень, активний учасник всіх спортивних змагань. У грудні 2022 року Ярослава Крилишина призвали до війська разом із другом дитинства Петром Чудяком та Юрієм Мироновим. Вони разом проходили військові навчання на Волині, у Рівному та Івано-Франківську. Згодом Ярослава відправили на навчання у Чернігів,  а звідти – на бойові позиції Запорізького напрямку, воював із квітня по липень 2023 року та отримав посаду оператор 2-го відділення протитанкових ракетних комплексів 2-го механізованого батальйону військової частини. Під час ротації перебував на Харківському напрямку, а тоді знову напрямок Запорізький, де 19 жовтня отримав УБД. 23 жовтня 2023 року під час атаки ворожим дроном вогневої позиції у районі населеного пункту Роботине Запорізької області загинув воїн Ярослав Крилишин – вірний син землі української та відважний захисник незалежності нашої держави.
- Машівський Дмитро Володимирович народився 20 листопада 1990 року у селі Кожичі. Із 1997 до 2007 року навчався у Домажирській ЗОШ І-ІІІ ступенів. Вчителі пам’ятають учня Дмитрика як дуже старанного і відповідального у навчанні, активного у позакласних виховних заходах. Хлопчиком любив декламувати вірші, особливо натхненно і щемливо читав поезії про любов до України.У 2013 – 2014 роках Дмитро із друзями-односельчанами із перших днів були учасниками Революції Гідності у місті Києві. Активна життєва позиція спонукала молодого чоловіка спричинитися до національно-патріотичних подій за краще майбуття у незалежній Україні. У березні 2022 року разом із друзями-однокласниками, своїми односельцями Володимиром Фіалкою і Володимиром Шарманським добровільно вступили до лав ЗСУ, а саме у 103 бригаду ТРО. Мужньо і стійко боронив рідну землю від московської навали до останнього подиху. 23.03.2023 року у одному із боїв отримав смертельне поранення.
- Миронов Юрій народився в селі Кожичі, Юрій навчався у Домажирській школі. Юрій був відважним воїном, справжнім патріотом, що став на захист рідної землі, свого дому та близьких людей. Йому навіки буде 29…  Життя військовослужбовця обірвалося 19 червня 2023 року під час наступально-штурмових дій противника у районі населеного пункту Діброва Кремінського району Луганської області. Близько року наш воїн вважався зниклим безвісти. На жаль, експертиза підтвердила загибель захисника.
- Фіалка Володимир Петрович народився 31 липня 1990 року у селі Кожичі, Яворівського району. Володимир навчався у місцевій середній школі. Найбільше приділяв увагу предметам природничо-гуманітарного циклу, любив читати художні твори, цікавився історією України. Був переможцем шкільних і активним учасником районних предметних олімпіад. У 2011 році вступив на службу в ГУМВС у Львівській області, де пропрацював старшим сержантом до 2022 року (до повномасштабного вторгнення російських окупантів в Україну). Звільнився за власним бажанням, бо вже у березні вступив до лав ЗСУ, у 103 бригаду ТРО в/ч 7078, де у званні  молодшого сержанта займав посаду  командира мінометного взводу.  Прощаючись із коханою дівчиною, юнак надіявся на повернення додому із перемогою, плекав надію на щасливе майбуття у своїй родині під мирним небом України. Разом із друзями-односельцями та військовими побратимами мужньо боронив рідну землю від ворожої навали, самовіддано виконував покладені на нього військові обов’язки і доручення. 23.03.2023 року під час бойового завдання у районі населеного пункту Крохмальне Харківської області отримав смертельне поранення від прямого танкового обстрілу.
- Фіалка Тарас Романович народився 4 квітня 1989 року  у селі Кожичі Яворівського району. Із 1995 до 2004 року навчався у школі. Завжди мав багато друзів, бо любив спортивні заняття, допомагав організовувати цікаві позакласні заходи. У час повномасштабного вторгнення ненависного і підступного ворога молодий чоловік не задумуючись став на захист Батьківщини. Боронив територіальну цілісність та суверенітет держави у складі 33-ої механізованої бригади, роти ПТРК, військової частини А 4447. Боровся з російськими загарбниками на Запорізькому  напрямку. Відчайдушно протистояв ворогу і до останнього подиху вірив у перемогу. Останній бій прийняв 26 жовтня 2023 року у селі Роботине Запорізької області із заслуженою відзнакою Героя України
- Чудяк Петро Романович народився 3 лютого 1985 року у селі Кожичі на Яворівщині.Із 1992 до 2000 року навчався у школі. Вчителі і однокласники згадують Петра, як скромного і чемного, доброго і привітного. Звичайний хлопчина, який після закінчення школи прагнув працювати, щоб допомогти рідним та собі прокладати чесний шлях у доросле життя, тому трудився на ремонті доріг. У грудні 2022 року Петра Чудяка призвали на службу разом із хлопцями-кожичинцями: племінником Юрієм Мироновим та другом дитинства Ярославом Крилишиним. Разом вони проходили військові навчання на Волині, у Рівному, у Івано-Франківську. Згодом Петра відправили на навчання у Словаччину. Тут він здобув військовий фах мінометника. 3-го червня 2023 року потрапив на службу у 42-ий Окремий мотопіхотний батальйон, частина А 4667, 3-ій батальйон, 9-а рота. Воював у Донецькій області – Лимано-Куп’янський напрямок. Виконував бойові завдання у населених пунктах Кремінна, Серебряний Ліс. Бойове завдання у селі Кузьмине виявилося для відповідального і сміливого воїна-захисника останнім. Теплого літнього дня 31 серпня 2023 року під час шквального артилерійського обстрілу Петро Чудяк загинув.
- Штокало Руслан Юрійович народився в селі Кожичі, навчався у Домажирській школі. Із початком повномаштабного вторгнення рф вступив до складу 24-ої окремої механізованої бригади імені короля Данила. Від 26 березня 2022 року воїн вважався зниклим безвісти під час виконання бойового завдання поблизу міста Попасна на Луганщині. Лише у жовтні 2024 року родина отримала підтвердження ідентифікації тіла. Похований на Марсовому полі.